# Edward Hunter
Pour les articles homonymes, voir Hunter.
Edward Hunter, né le 22 juin 1793 à Newtown (comté de Bucks, Pennsylvanie) et mort à Salt Lake City le 16 octobre 1883, est le troisième Président des évêques mormons de 1851 à sa mort.

## Biographie
Fils d'Edward Hunter et Hannah Maris, il travaille d'abord dans le commerce dans les environs de Philadelphie (1816-1822) et épouse en 1830 Ann Standley.
Ordonné en 1840, il est évêque du 5e arrondissement de Nauvoo (Illinois) de 1844 à 1846 puis émigre dans la vallée de Salt Lake et devient évêque du 13e arrondissement de Salt Lake City (1849-1854).
Appelé par Brigham Young, il devient Président en 1851. Il est le Président ayant eu le plus long mandat de l'église mormone.
Il est inhumé au cimetière de Salt Lake City.